# Robert Merton
Robert Cox Merton (New York, 31 luglio 1944) è un economista statunitense, vincitore, insieme a Myron Scholes, del premio Nobel per l'economia nel 1997 per lo sviluppo di «un nuovo metodo per la valutazione dei derivati».

## Biografia
Cresciuto ad Hastings-on-Hudson (New York), studioso di finanza, è stato uno dei tre ricercatori che negli anni '70 svilupparono la matematica delle opzioni. Merton pubblicò un articolo nel 1973, nella stessa epoca in cui Fischer Black e Myron Scholes pubblicavano i loro risultati, essenzialmente identici. Con una qualche ingiustizia nei confronti di Merton, la più nota formula per il prezzo delle opzioni è nota come formula di Black e Scholes. 
Merton ottenne il Bachelor's degree presso la School of Engineering and Applied Science della Columbia University. Professore all'Università Harvard, è stato membro della faculty della MIT Sloan School of Management. Merton e Scholes ricevettero il Premio della Banca di Svezia per le scienze economiche in memoria di Alfred Nobel (Premio Nobel per l'economia) per il loro lavoro sulle opzioni nel 1997, dopo la morte di Fischer Black.
Merton è inoltre figlio di Robert K. Merton, illustre sociologo ai più noto per aver coniato l'espressione "profezia che si autoavvera".
La sua teoria, dapprima utilizzata semplicemente come modello di previsione, col tempo venne utilizzata dai trader prima di effettuare gli scambi col risultato che il modello risultava efficace in quanto i trader stessi lo rendevano vero.
Merton fu un autorevole associato del fondo speculativo Long-Term Capital Management che fallì clamorosamente nel 1998.